# Тыльная венозная сеть кисти
Тыльная венозная сеть кисти ( лат. rete venosum dorsale manus) представляет собой сеть вен внутри поверхностной фасции на тыльной стороне руки. Он образован дорсальными пястными венами и дает начало таким венам, как головная вена и базальная вена. Предполагается, что расположение сосудов венозной сети тыльной стороны кисти индивидуально, что позволяет разрабатывать методы идентификации личности по анализу рисунка вен.

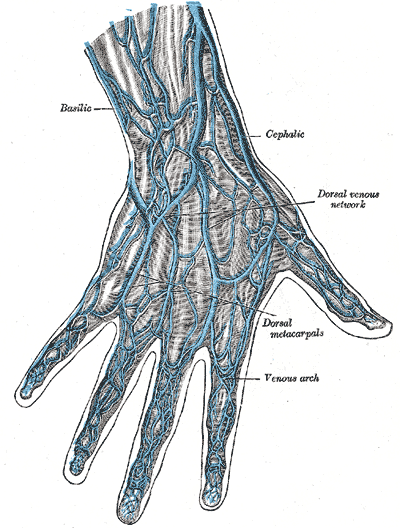
Вены на тыльной стороне кисти. (Спинная венозная сеть отмечена в центре справа.)